# استروی‌ترانسگاز
استروی‌ترانسگاز (روسی: Стройтрансгаз) شرکت مهندسی روسی است، که در سال ۱۹۹۰ تأسیس شد.